# Ronde de l’Isard
Die Ronde de l’Isard (auch Ronde de l’Isard d’Ariège) ist ein Etappenrennen im Straßenradsport. Es findet seit 1977 im Südwesten Frankreichs statt. Das Rennen führt in vier Etappen durch das Département Ariège und war zunächst nur nationalen Mannschaften und Fahrern vorbehalten. 1982 wurden erstmals auch ausländische Teams zugelassen. Seit 1998 ist der Wettbewerb als U23-Fahrern vorbehalten und wurde 2005 in die Kategorie 2.2U der UCI Europe Tour eingereiht.

## Sieger
- 2025  Jarno Widar
- 2024  Darren van Bekkum
- 2023 Keine Austragung
- 2022  Johannes Staune-Mittet
- 2021  Gijs Leemreize
- 2020  Xandres Vervloesem
- 2019  Andrea Bagioli
- 2018  Stephen Williams
- 2017  Pawel Siwakow
- 2016  Bjorg Lambrecht
- 2015  Simone Petilli
- 2014  Louis Vervaeke
- 2013  Juan Ernesto Chamorro
- 2012  Pierre-Henri Lecuisinier
- 2011  Kenny Elissonde
- 2010  Yannick Eijssen
- 2009  Alexandre Geniez
- 2008  Guillaume Bonnafond
- 2007  John Devine
- 2006  Ignatas Konovalovas
- 2005  Eduardo Gonzalo
- 2004  Philip Deignan
- 2003  Jonathan Patrick McCarty
- 2002  Markus Fothen
- 2001  Christophe Le Mével
- 2000  Graziano Gasparre
- 1999  Jamie Burrow
- 1998  Denis Menschow
- 1997  Denis Leproux
- 1996  Vincent Cali
- 1995  Igor Pawlow
- 1994  Xavier Jan
- 1993  Uwe Peschel
- 1992  Laurent Roux
- 1991  Mario Hernig
- 1990  Jiří Toman
- 1989  Luis Felipe Moreno
- 1988  Mario Martínez
- 1987  Dominique Arnould
- 1986  Julio César Cadena
- 1985 Keine Austragung
- 1984  Versolato
- 1983  Daniel Wyder
- 1982  Herman Winkel
- 1981  Bernard Pineau
- 1980  Szkolnik
- 1979  Henri Bonnand
- 1978  Salles
- 1977  Lassoureille